# Le Risque de vivre
Pour plus de détails, voir Fiche technique et Distribution.
Le Risque de vivre est un film français réalisé par Gerald Calderon et sorti en 1980.

## Fiche technique
- Titre : Le Risque de vivre
- Réalisation : Gerald Calderon
- Scénario : Gerald Calderon, Cyril De Klemm, Dominique Eudes
- Commentaire : André Langaney, dit par Michael Lonsdale
- Photographie : Jean-Marie Baufle
- Montage : Gil Bast
- Musique : Georges Prost
- Production : Les Films du Jeudi
- Pays de production :  France
- Genre : documentaire
- Durée : 85 minutes
- Date de sortie : France - mai 1980

## Distinction
- Prix CST de l'artiste technicien au Festival de Cannes 1980[1]